# Carnegie, Pennsylvania
Carnegie är ett borough i Allegheny County i den amerikanska delstaten Pennsylvania med en yta av 4,1 km² och en folkmängd, som uppgår till 8 389 invånare (2000). Carnegie har fått sitt namn efter affärsmannen och filantropen Andrew Carnegie.

## Kända personer från Carnegie
- James H. Duff, guvernör i Pennsylvania 1947-1951, senator 1951-1957
- James A. Wright, kongressledamot 1941-1945